# Sebastian Weiss (Schauspieler)

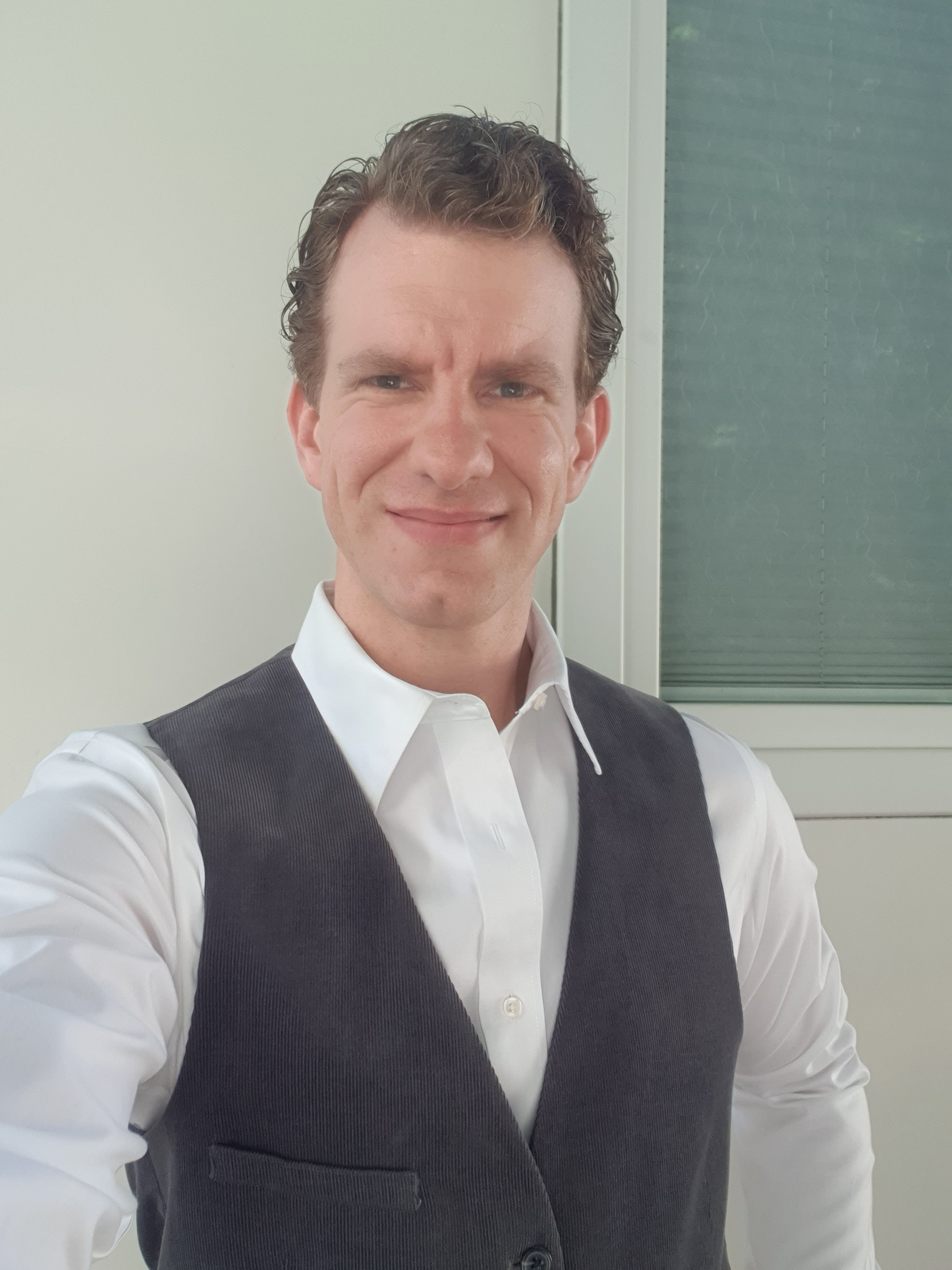
Sebastian Weiss (2024)

Sebastian Weiss (* 11. Juli 1985 in Ostberlin) ist ein deutscher Schauspieler.

## Leben
Weiss studierte von 2006 bis 2010 an der Universität für Musik und darstellende Kunst Graz. 2010 wurde er Würdigungspreisträger der Kunstuniversität Graz. Während seines Studiums arbeitete er u. a. am dortigen Institut für Musiktheater (in der Rolle des Judas in Johannespassion von Johann Sebastian Bach) und am Schauspielhaus Graz (u. a. Odysseus/Zeus in die Odyssee nach Homer und als Lennox in Macbeth von Shakespeare).
Von 2010 bis 2016 war er Ensemblemitglied am Theater Heilbronn. Dort spielte Weiss in der Uraufführung von Superman ist tot von Holger Schober unter der Regie von Dominik Günther die Rolle des Karl. Es folgten Rollen in Franz Kafkas Der Process als Josef K. in der Regie von Axel Vornam, Gerhart Hauptmanns Einsame Menschen als Dr. Johannes Vockerat in der Regie von Alejandro Quintana oder in Georg Büchners Dantons Tod als Danton. 2012 spielte in der Uraufführung von Anders Thomas Jensens Dänische Delikatessen die Rolle des Bjarne. 2015 bekam er den Kilianpreis des Theaters Heilbronn.
Von 2016 bis 2019 war Weiss am Staatsschauspiel Hannover, wo er in diversen Rollen in Joseph Roths Hotel Savoy unter der Regie von Sascha Hawemann sein Debüt gab.
2017 spielte er in der Uraufführung des Debütromans Hool von Philipp Winkler Ulf unter der Regie von Lars-Ole Walburg. Es folgten Inszenierungen, wie u. a. Eine Stadt will nach oben (nach Hans Fallada) von Lucia Bihler , Medea (Euripides) von Tom Kühnel, der aufhaltsame Aufstieg des Arturo Ui (Bertolt Brecht) von Claudia Bauer oder Rotkäppchen und der Wolf: ein Drama (Martin Mosebach).
2019 gab Weiss sein Filmdebüt in dem Abschlussfilm Sag du es mir von Michael Fetter Nathansky. Er spielte in Fernsehserien wie Polizeiruf 110 (Regie Torsten C. Fischer), Sankt Maik (Regie Wolfgang Eißler), Last X-Mas (Regie Markus Sehr), Mord mit Aussicht (Regie Markus Sehr), Wilsberg (Regie Britta Keils) und SOKO Leipzig (Regie Jörg Mielich) mit.
Außerdem ist er in Fernsehfilmen und Mehrteilern wie Ku’damm 63 (Regie Sabine Bernardi) Theresa Wolff (Regie Bruno Grass), Harter Brocken (Regie Markus Sehr), Martha Liebermann – Ein gestohlenes Leben (Regie Stefan Bühling) Unschuldig – Der Fall Julia B. (Regie Ute Wieland) oder Der Zürich-Krimi (Regie Roland Suso Richter) zu sehen.
2022 war Weiss in der zweiten Staffel der BBC-Serie World on Fire als Hauptmann Vogel zu sehen.
Sebastian Weiss lebt in Berlin.

## Filmographie
- 2019: Sag du es mir
- 2019: Polizeiruf 110
- 2020: Sankt Maik
- 2020: Ku’damm 63
- 2020: Harter Brocken
- 2021: Theresa Wolff – Waidwund
- 2022: Last X-Mas
- 2022: Martha Liebermann – Ein gestohlenes Leben
- 2022: Unschuldig – Der Fall Julia B.
- 2022: World on Fire
- 2023: Mord mit Aussicht
- 2023: Zürich-Krimi
- 2023: Wilsberg
- 2024: SOKO Leipzig
- 2024: Woodwalkers 2

## Theaterrollen
- 2007–2009: Johannes Passion (J. S. Bach), Universität Musik und Darstellende Kunst Graz (Regie: Prof. Christian Pöppelreiter)
- 2009–2010: Macbeth, Schauspielhaus Graz (Regie: Anna Badora)
- 2010: Superman ist tot, UA (Holger Schober), Theater Heilbronn (Regie: Dominik Günther)
- 2012: Dänische Delikatessen UA (Anders Thomas Jensen), Theater Heilbronn (Regie: Gerald Gluth-Goldmann)
- 2012: Einsame Menschen, Theater Heilbronn (Regie: Alejandro Quintana)
- 2011–2013: Der Proceß, Theater Heilbronn (Regie: Axel Vornam)
- 2014–2016: Dantons Tod, Theater Heilbronn (Regie: Axel Vornam)
- 2016: Hotel Savoy, Staatsschauspiel Hannover (Regie: Sascha Hawemann)
- 2017–2018: Eine Stadt will nach oben, Staatsschauspiel Hannover (Regie: Lucia Bihler)
- 2017–2019: Hool UA (Philipp Winkler), Staatsschauspiel Hannover (Regie: Lars Ole Walburg)
- 2017–2019: Medea, Staatsschauspiel Hannover (Regie: Tom Kühnel)
- 2018/2019: Der aufhaltsame Aufstieg des Arturo Ui, Staatsschauspiel Hannover (Regie: Claudia Bauer)
- 2019: Rotkäppchen und der Wolf: ein Drama, Staatsschauspiel Hannover (Regie: Tom Kühnel)
- 2022: Romeo und Julia, junges Schauspielhaus Hamburg, (Regie: Mathias Spaan)